# SIA S.p.A.
SIA S.p.A. ist ein italienisches Unternehmen, das im Bereich der Informations- und Kommunikationstechnik tätig ist und Lösungen und Technologien für den Banken- und Finanzsektor sowie Plattformen für Finanzmärkte und E-Payment-Dienste anbietet. SIA wurde 1977 als Società Interbancaria per l'Automazione von der Banca d’Italia gegründet, der Firmensitz ist Mailand.
Aktueller Vorsitzender ist Federico Lovadina, CEO ist Nicola Cordone.
Am 5. Oktober 2020 wurde bekanntgegeben, dass SIA mit dem ebenfalls italienischen Zahlungsanbieter Nexi fusionieren wird.

## Geschäftsfelder
- Zahlungssysteme: Clearing und Abwicklung von Bruttozahlungen, Verwaltung von Interbankinkassi und -zahlungen (z. B. Überweisungen, Zahlungsaufträge, Lastschriften, Bankschecks), kontaktlose Zahlungen, mobile Zahlungen, Multichannel-Zahlungen, beschaffungsunterstützende Treasury-Prozesse, Dokumentenmanagement (elektronische Bestellungen, E-Billing und digitale Verwahrung), Abstimmung der Buchhaltungsflüsse, Abwicklung von Zahlungsterminals im In- und Ausland.
- Zahlungskarten: Ausgabe und Erwerb von Debit-, Kredit- und Prepaid-Karten für alle nationalen und internationalen Stromkreise, Betrugs- und Streitverhütung und -management.
- Dienstleistungen für die Finanzmärkte: Handels- und Nachhandels-Technologieplattformen für Finanzmärkte und deren Zugangssysteme, Systeme zur Marktüberwachung und zur Überwachung und Transparenz des Handels.
- Verwaltung von Datenbanken: Interbankenregister für ungedeckte Schecks und Zahlungskarten, Datenbank der Bankfilialen der CAB, Sperrdienst für Bankautomatenkarten, Verfahrensregister und Überwachungsdienst für Geldautomaten.
- Netzwerk: Konnektivitäts- und Datentransport-Dienstleistungen für Banken und Finanzunternehmen, Verwaltung des Rete Nazionale Interbancaria (RNI – nationales Interbanken-Netzwerk), das die Banca d’Italia, die Rechenzentren aller Finanzinstitute, die Kapitalmärkte, das öffentliche Konnektivitätssystem, die Kredit- und Debitkartenverarbeiter sowie die Räumlichkeiten und Verkaufsstellen der Unternehmen verbindet. Interoperabilität von Blockchain.[2]

## Finanzdaten
Einnahmen 2019: 733,2 Millionen € (+19,3 %), Gewinn (EBITDA) 2019: 257,9 Millionen € (+28,1 %)

## Sonstiges
Die Deutsche Bank hält 2,58 % Beteiligung an SIA.